# Cameron Brown (Musiker)
Cameron Langdon Brown (* 21. Dezember 1945 in Detroit, Michigan) ist ein US-amerikanischer Kontrabassist des Modern Jazz.

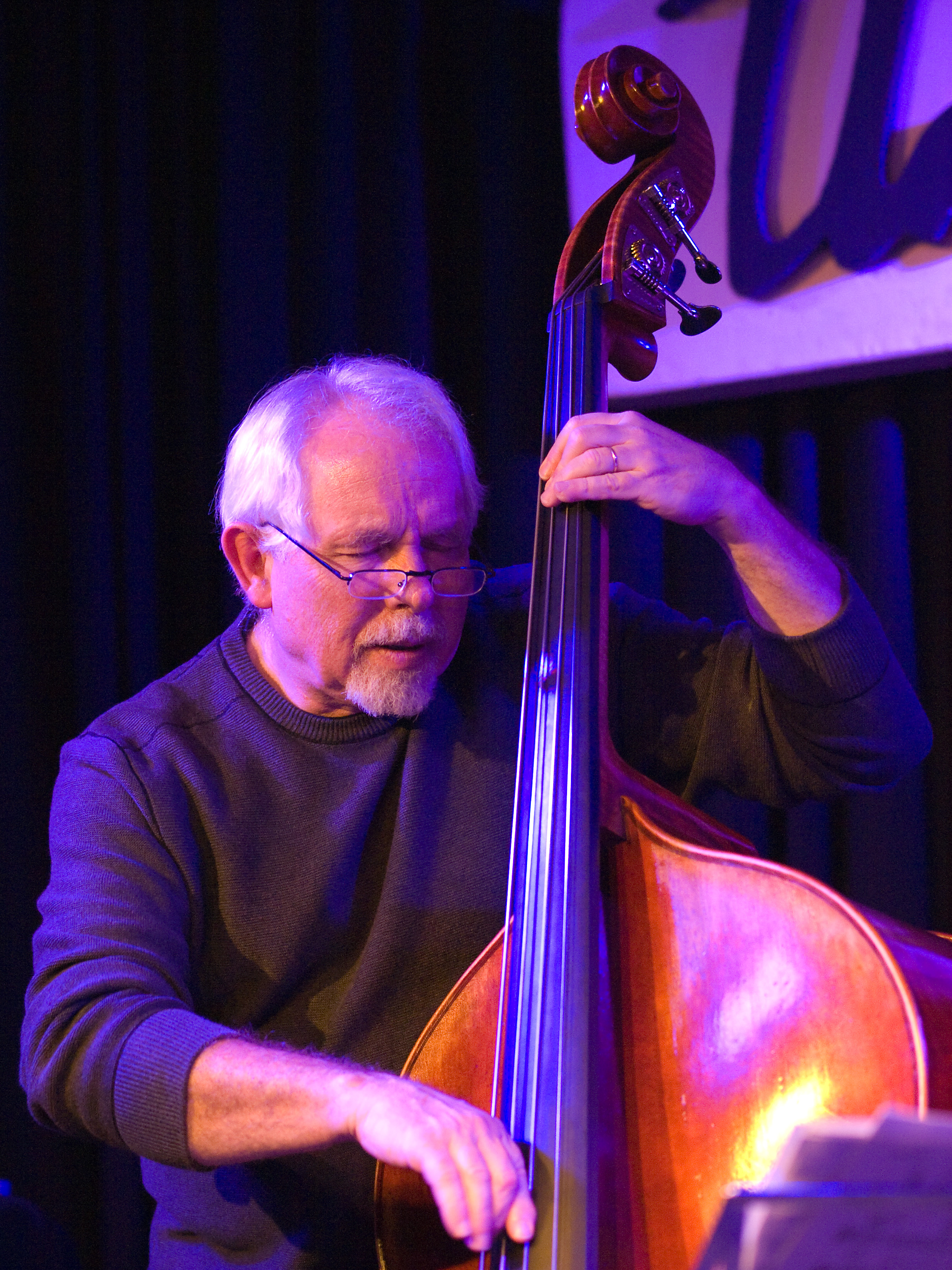
Cameron Brown (2010 in der Unterfahrt)

## Leben und Wirken
Brown startete seine Bassistenkarriere in einer Studentenband. Mitte der 1960er Jahre war er als Austauschstudent in Europa und hatte dadurch die Möglichkeit, mit dem George Russell-Sextett (und später seiner Big Band) zu arbeiten; außerdem spielte er mit Don Cherry, Aldo Romano, aber auch Booker Ervin und Donald Byrd. In 1966 kehrte er über den Atlantik zurück, um seine Studien abzuschließen (1969, B.A. in Soziologie). 1974 kam Brown durch Sheila Jordan in die Szene um die Free-Jazz-Pioneere Roswell Rudd und Beaver Harris. 1975 ersetzte er in Archie Shepps Quintett Jimmy Garrison. Kurz darauf spielte er mit der 360 Degree Music Experience von Harris.
Er war ab 1979 für fast 9 Jahre Mitglied im legendären Don Pullen/George Adams Quartet, bis es kurz nach dem unzeitigen Tod von Schlagzeuger Dannie Richmond (der kurzfristig durch Lewis Nash ersetzt wurde) aufgelöst wurde. Außerdem spielte er mit Art Blakeys Jazz Messengers, in der Band von Dewey Redman ab 1989 und mit verschiedenen Bands von Shepp, Cherry, Rudd und Richmond. Weiterhin ist er mit Ted Curson, Lee Konitz, Chet Baker, Joe Lovano, Mal Waldron, Ricky Ford, Steve Grossman, Betty Carter, Rita Marcotulli und dem John Hicks Trio, Etta Jones und mit Jane Ira Bloom aufgetreten bzw. war an Aufnahmen von diesen beteiligt. Ab den 2010er-Jahren arbeitete er häufig mit dem deutschen Vibraphonisten Wolfgang Lackerschmidt sowie im Duo mit Sheila Jordan, ist aber auch mit seinem Quartett (mit Jordan und Don Byron) unterwegs. Zu hören ist er u. a. auch auf Lena Blochs Album Rose of Lifta (2021).
Brown ist auf mehr als 80 Schallplatten und CDs zu hören. Seine erste Aufnahme als Leiter legte er jedoch erst 2003 mit seiner Gruppe The Hear and Now featuring Dewey Redman vor. 2011 folgten weitere Mitschnitte (Here and How! Volume 2! auf OmniTone), mit Sheila Jordan, Dave Ballou und Leon Parker.